# Ефект Форбуша

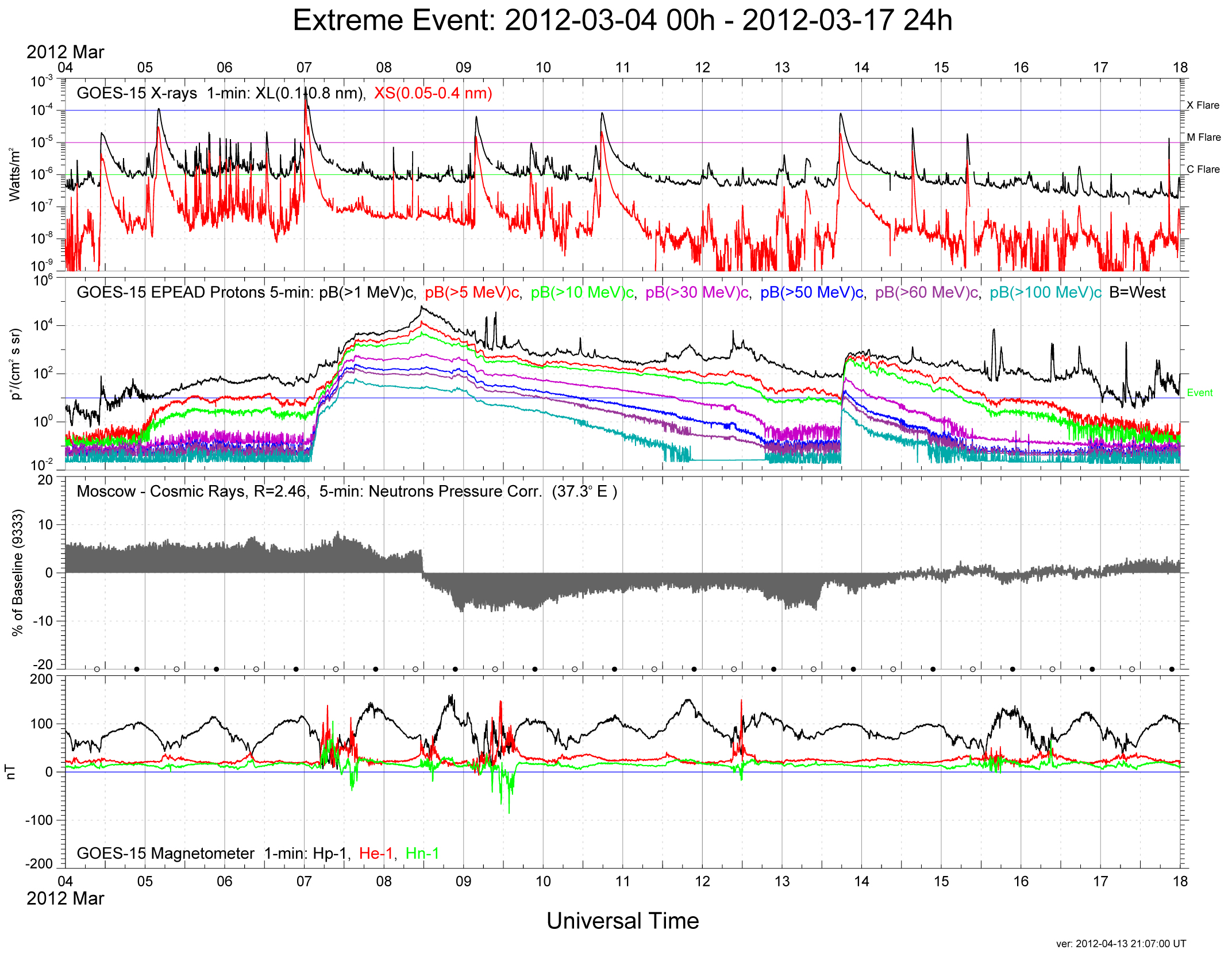
Прояв ефекту Форбуша в березні 2012 року

Ефект Форбуша, Форбуш-ефект (англ. Forbush-effect) — короткочасне значне зниження інтенсивності галактичних космічних променів (на 50 % — у міжпланетному просторі та до 25-30 % — на поверхні Землі). Ефект пояснюється підвищеним розсіюванням галактичних космічних променів збуреннями міжпланетного магнітного поля, які переносяться сонячним вітром від Сонця до межі геліосфери.
Оскільки під час проходження збурень міжпланетного магнітного поля, зокрема, магнітної хмари, утвореної викидом корональної маси на Сонці, може відбуватися і форбуш-ефект, і магнітна буря, ці ефекти часто спостерігають одночасно.
Ефект відкрив американський фізик Скот Форбуш 1937 року. Найяскравіше ефект Форбуша спостерігався в липні 1959, у листопаді 1960, у серпні 1972, у лютому й травні 1978, у серпні-вересні 1979, у травні та жовтні 1981, у липні 1982 років. Від 1957 року по вересень 2011 року мережею нейтронних моніторів було зареєстровано 53 значних проявів Форбуш-ефекту.